# كريستيان هندريك برسون
كريستيان هندريك برسون عالم نبات جنوب إفريقي (بالهولندية: Christiaan Hendrik Persoon)). ساهم في تصنيف نباتات مثل الكولونيا وإزالة الخلط بينها وبين الداتورا.